# Йеллоустонская кальдера
Йеллоусто́нская кальде́ра — вулканическая кальдера в Йеллоустонском национальном парке на северо-западе США. После того как в научно-популярном документальном телесериале «Горизонт» (Horizon) на телеканале Би-би-си в 2000 году было использовано слово «супервулкан», эту кальдеру часто называют Йеллоустонским супервулканом.
Кальдера расположена в северо-западном углу территории штата Вайоминг, в котором находится бо́льшая часть национального парка. Размер кальдеры — приблизительно 55 км на 72 км, что было определено в 1960-х и 1970-х годах исследованиями учёного Роберта Кристиансена из Геологической службы США; таким образом, она занимает треть территории одноимённого национального парка.

## Расположение
Йеллоустон, как и Гавайи, располагается над областью, называемой горячей точкой, где горячая расплавленная порода мантии движется в сторону поверхности. В настоящее время Йеллоустонская горячая точка покрыта Йеллоустонским плато, а в прошлом она помогла создать восточную часть низменности реки Снейк (к западу от Йеллоустона) путём серии больших вулканических извержений. Наблюдаемое направление движения горячей точки — восток-северо-восток, при этом Северо-Американская плита движется в направлении запад-юго-запад над неподвижным «дном» горячей точки.

## Строение супервулкана

Строение Йеллоустонского супервулкана

Руины кратера Йеллоустонского супервулкана были обнаружены лишь в 1960-х годах — по спутниковым снимкам. Оказалось, что под кратером до наших дней сохраняется громадный пузырь магмы. Глубина пузыря — более 8000 метров. Температура расплава внутри превышает 800 °C; этого хватает, чтобы подогревать термальные источники, гнать из-под земли пары воды, сероводород и углекислоту.
Питание для вулкана Йеллоустон обеспечивает гигантский плюм — вертикальный поток твёрдой мантийной породы, раскалённый до 1600 °C. Ближе к поверхности Земли часть плюма расплавляется в магму, что приводит к образованию гейзеров и грязевых котлов. В разрезе плюм представляет собой 660-километровый столб с боковыми вздутиями, расширяющийся кверху в форме воронки. Два его верхних ответвления находятся непосредственно под территорией национального парка, образуя магматическую камеру (глубина её — 8—16 км ниже поверхности Земли). На протяжении миллионов лет Северо-Американская континентальная плита сдвигалась относительно плюма, а он раз за разом «прожигал» новые кальдеры, вызывая очередные извержения.

## Гигантские извержения супервулкана
Первое из трёх гигантских извержений супервулкана Йеллоустон произошло 2,1 млн лет назад и сформировало кальдеру Айленд-Парк, а также образовало туфовые отложения Хаклберри-Ридж. Тогда от взрывов распадались горные цепи, выбросы поднялись на высоту 50 км — до верхней границы стратосферы; вулканический пепел покрыл более четверти территории Северной Америки. Катаклизм такого масштаба может быть сравнён с извержением супервулкана Тоба ок. 75 тыс. лет назад, когда было выброшено около 2800 км³ магмы (при первом извержении Йеллоустона объём выброса составил 2500 км³).
Второе извержение супервулкана произошло 1,3 млн лет назад; тогда объём выбросов проснувшегося Йеллоустона составил 280 кубических километров. В результате сформировалась крупная кальдера Хенрис-Форк.
Третье извержение имело место 640 тыс. лет назад; оно было вдвое слабее, чем в первый раз. В результате извержения вершина вулкана провалилась, образовав кальдеру — огромную круглую впадину с длиной окружности 150 км. Кроме того, извержение сформировало туфовые отложения Лава-Крик.
Вероятность гигантского извержения в современный период оценивается учёными как 0,00014 % в год. Данное исчисление базируется на двух временных интервалах между тремя известными гигантскими извержениями, но сами учёные говорят, что подобные геологические процессы не являются регулярными и предсказать их невозможно.

## Извержения за последние 17 миллионов лет

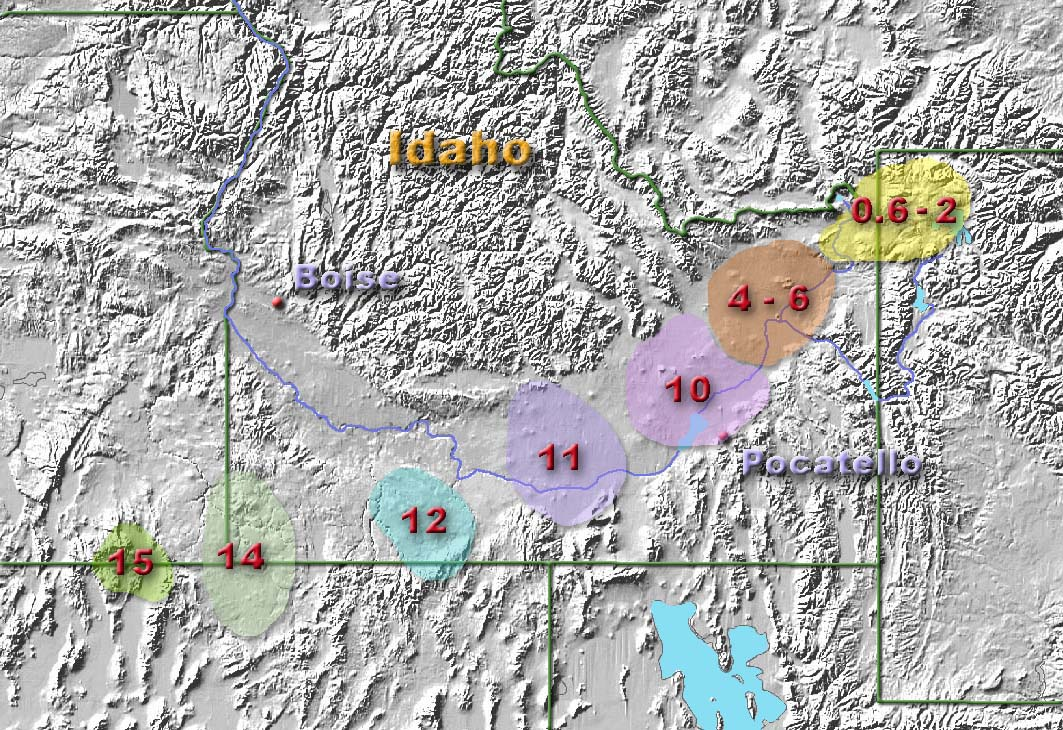
Путь Йеллоустонской горячей точки за последние 17 млн лет

Последние примерно 17 миллионов лет Йеллоустонская горячая точка производила непрерывные интенсивные извержения и менее интенсивные извержения базальтической лавы. Вместе эти извержения помогли создать восточную часть низменности реки Снейк из когда-то гористого региона. Как минимум около дюжины таких извержений были настолько массивными, что они классифицируются как суперизвержения. Вулканическое извержение иногда приводит к опустошению подземного хранилища магмы (магматической камеры). А это, в свою очередь, может вызвать обрушение находящейся над ней породы, создавая геологическое оседание, называемое кальдерой.
Старейший обнаруженный остаток кальдеры расположен на границе штатов Невада и Орегон возле Макдермитта. Более молодые остатки кальдеры, в основном собранные в перехлёстывающиеся вулканические области, начинаются с границы между Невадой и Орегоном через восточную низменность реки Снейк и заканчиваются на Йеллоустонском плато. Одна из таких кальдер, кальдера Бруно-Джарбидж в южном Айдахо, образовалась от 10 до 12 млн лет назад. В результате этого явления пепел был выброшен на расстояние 1600 км (1000 миль) в сторону северо-восточной Небраски и убил большое стадо носорогов, верблюдов и других животных на местности, где сейчас расположен государственный исторический парк Эшфолл-Фоссил-Бедс. За последние 17 миллионов лет из Йеллоустонской горячей точки произошло 142 или даже больше извержений, формировавших кальдеру.

## Проекты предупреждения нового суперизвержения
Возможное новое суперизвержение, как бы ни была низка его вероятность, представляет угрозу существованию человечества, поэтому правительство США профинансировало проекты по предупреждению такого катаклизма, проводимые под эгидой НАСА.
Исследование НАСА установило, что сейчас основной механизм, препятствующий извержению, — это охлаждение магматического пузыря за счёт нагрева пород, из которых вода уносит избыточную температуру, образуя знаменитые гейзеры Йеллоустонской кальдеры. Этот механизм забирает примерно 70 % энергии магматического пузыря. Ещё 30 % расходуется на постепенное плавление пород, что может повлечь новое извержение, и только вопрос времени, когда оно произойдёт. Эта остаточная энергия магмы эквивалентна нескольким гигаваттам электрической мощности, как от 6 средних ТЭС. Учёные НАСА предложили забрать эту энергию за счёт постройки крупной геотермальной электростанции. Для этого требуется бурение скважин на глубину около 10 км и закачивание в них воды, обратно пар будет поступать с температурой около 350 °С и использоваться для паровых турбин, вращающих электрогенераторы. Чтобы не вызвать случайное вскрытие хрупкой оболочки Йеллоустонской кальдеры путём случайного попадания в полость с газами, взрывной выход которых может привести к растрескиванию оболочки и провоцированию извержения, планируется бурение по периметру кальдеры методом горизонтального бурения. Проект потребует затрат около 3,5 миллиардов долларов, но обеспечивает очень дешёвую генерацию энергии: 0,10 доллара за киловатт-час.

## В культуре
Гипотетическое извержение Йеллоустонской кальдеры показано в британском фильме-катастрофе «Супервулкан» и в американском фильме-катастрофе «2012». Также извержение кальдеры и его катастрофические последствия описаны в песне «День памяти Йеллоустоуна» голландского рок-музыканта Арьена Люкассена.